# André Martins (calciatore 1990)
André Renato Soares Martins, noto semplicemente come André Martins (Santa Maria da Feira, 21 gennaio 1990), è un ex calciatore portoghese, di ruolo centrocampista.

## Carriera

### Club

#### Gli inizi
Cresciuto, da quando aveva 13 anni, nelle giovanili dello Sporting Lisbona nell'estate 2009 viene ceduto in prestito al Real Sport Clube in Segunda Divisão (allora terzo livello del campionato portoghese di calcio). Con la squadra di Queluz gioca 30 partite mettendo a segno un gol il 6 dicembre 2009 contro l'U.D. Santana.
L'anno seguente viene mandato nuovamente in prestito, questa volta in Segunda Liga (seconda serie portoghese) al Belenenses, tuttavia con il club blu-bianco di Lisbona trova poco spazio e per questo motivo nel gennaio 2011 viene ceduto, sempre in prestito, al C.D. Pinhalnovense in Segunda Divisão. Nella restante parte di campionato gioca 10 partite mettendo a segno un gol contro l'A.D. Carregado il 23 aprile 2011.

#### Sporting Lisbona
Nell'estate 2011 ritorna allo Sporting per restarci, infatti il 20 ottobre esordisce con la maglia dei Leões in UEFA Europa League, subentrando al 78º minuto della partita vinta per 2 a 0 contro i rumeni del Fotbal Club Vaslui. L'esordio in Primeira Liga avviene invece il 10 dicembre contro il CD Nacional, giocando dal primo minuto al fianco di Daniel Carriço. La stagione si conclude con 21 presenze totali tra Campionato, Coppe portoghesi ed europee.
La stagione seguente gioca altre 19 partite, di cui 15 di Primeira Liga e 4 di UEFA Europa League. Il 15 settembre 2013 realizza la sua prima rete con lo Sporting al 60' minuto della partita di Campionato vinta per 2 a 0 contro l'Olhanense. Sigla altre due reti il 1º dicembre e il 14 dicembre contro, rispettivamente, Paços de Ferreira e Belenenses. Conclude la sua terza stagione allo Sporting con 27 presenze e 3 gol in Campionato e altre due presenze nelle Coppe portoghesi.
Il 17 settembre 2014 esordisce in UEFA Champions League giocando il primo tempo della partita pareggiata 1 a 1 contro il Maribor. Il 28 gennaio 2015 in Taça de Portugal realizza la sua quarta rete con lo Sporting, gol che sblocca il risultato della partita vinta per 3 a 2 contro l'F.C. Vizela e che porta il club di Lisbona a superare il turno della manifestazione, che vedrà gli stessi trionfare nella finale del 31 maggio seguente contro lo Sporting Braga. La stagione termina con un totale di 27 presenze ed un gol.

### Nazionale
Dopo aver giocato 43 partite con 4 gol nelle nazionali giovanili portoghesi, il 10 giugno 2013 esordisce nella nazionale maggiore all'83º minuto della gara amichevole vinta per 1 a 0 contro la Croazia. Il 14 agosto seguente invece colleziona la sua seconda presenza, sempre subentrando in una gara amichevole, questa volta pareggiata contro i Paesi Bassi.
Viene convocato per le Olimpiadi 2016 in Brasile.

## Statistiche

### Presenze e reti nei club
Statistiche aggiornate al 20 dicembre 2015.
| Stagione                | Squadra                 | Campionato              | Campionato | Campionato | Coppe nazionali | Coppe nazionali | Coppe nazionali | Coppe continentali | Coppe continentali | Coppe continentali | Altre coppe | Altre coppe | Altre coppe | Totale | Totale |
| Stagione                | Squadra                 | Comp                    | Pres       | Reti       | Comp            | Pres            | Reti            | Comp               | Pres               | Reti               | Comp        | Pres        | Reti        | Pres   | Reti   |
| ----------------------- | ----------------------- | ----------------------- | ---------- | ---------- | --------------- | --------------- | --------------- | ------------------ | ------------------ | ------------------ | ----------- | ----------- | ----------- | ------ | ------ |
| 2009-2010               | Real Sport Clube        | SD                      | 30         | 1          | CP              | 2               | 0               | -                  | -                  | -                  | -           | -           | -           | 32     | 1      |
| 2010-gen.2011           | Belenenses              | SL                      | 2          | 0          | CdL             | 3               | 0               | -                  | -                  | -                  | -           | -           | -           | 5      | 0      |
| gen. 2011-2011          | Pinhalnovense           | SD                      | 10         | 1          | -               | -               | -               | -                  | -                  | -                  | -           | -           | -           | 10     | 1      |
| 2011-2012               | Sporting Lisbona        | PL                      | 11         | 0          | CP+CdL          | 3+1             | 0               | UEL                | 6                  | 0                  | -           | -           | -           | 21     | 0      |
| 2012-2013               | Sporting Lisbona        | PL                      | 15         | 0          | CP+CdL          | 0               | 0               | UEL                | 4                  | 0                  | -           | -           | -           | 19     | 0      |
| 2013-2014               | Sporting Lisbona        | PL                      | 27         | 3          | CP+CdL          | 1+1             | 0               | -                  | -                  | -                  | -           | -           | -           | 29     | 3      |
| 2014-2015               | Sporting Lisbona        | PL                      | 18         | 0          | CP+CdL          | 4+1             | 1+0             | UCL+UEL            | 3+1                | 0                  | -           | -           | -           | 27     | 1      |
| 2015-2016               | Sporting Lisbona        | PL                      | 1          | 0          | CP+CdL          | 1+1             | 0               | UEL                | 3                  | 0                  | -           | -           | -           | 6      | 0      |
| Totale Sporting Lisbona | Totale Sporting Lisbona | Totale Sporting Lisbona | 72         | 3          |                 | 13              | 1               |                    | 17                 | 0                  |             |             |             | 102    | 4      |
| Totale carriera         | Totale carriera         | Totale carriera         | 114        | 5          |                 | 18              | 1               |                    | 17                 | 0                  |             |             |             | 149    | 7      |

### Cronologia presenze e reti in nazionale
| Cronologia completa delle presenze e delle reti in nazionale ― Portogallo | Cronologia completa delle presenze e delle reti in nazionale ― Portogallo | Cronologia completa delle presenze e delle reti in nazionale ― Portogallo | Cronologia completa delle presenze e delle reti in nazionale ― Portogallo | Cronologia completa delle presenze e delle reti in nazionale ― Portogallo | Cronologia completa delle presenze e delle reti in nazionale ― Portogallo | Cronologia completa delle presenze e delle reti in nazionale ― Portogallo | Cronologia completa delle presenze e delle reti in nazionale ― Portogallo |
| Data                                                                      | Città                                                                     | In casa                                                                   | Risultato                                                                 | Ospiti                                                                    | Competizione                                                              | Reti                                                                      | Note                                                                      |
| ------------------------------------------------------------------------- | ------------------------------------------------------------------------- | ------------------------------------------------------------------------- | ------------------------------------------------------------------------- | ------------------------------------------------------------------------- | ------------------------------------------------------------------------- | ------------------------------------------------------------------------- | ------------------------------------------------------------------------- |
| 10-6-2013                                                                 | Lancy                                                                     | Croazia                                                                   | 0 – 1                                                                     | Portogallo                                                                | Amichevole                                                                | -                                                                         | 83’                                                                       |
| 14-8-2013                                                                 | Faro                                                                      | Portogallo                                                                | 1 – 1                                                                     | Paesi Bassi                                                               | Amichevole                                                                | -                                                                         | 74’                                                                       |
| Totale                                                                    |                                                                           | Presenze                                                                  | 2                                                                         |                                                                           | Reti                                                                      | 0                                                                         |                                                                           |

## Palmarès

### Club

#### Competizioni nazionali
- Coppa di Portogallo: 1

Sporting Lisbona: 2014-2015
- Supercoppa di Portogallo: 1

Sporting Lisbona: 2015
- Campionato greco: 1

Olympiakos: 2016-2017
- Campionato polacco: 2

Legia Varsavia: 2019-2020, 2020-2021